# El Paraíso (stanowisko archeologiczne)

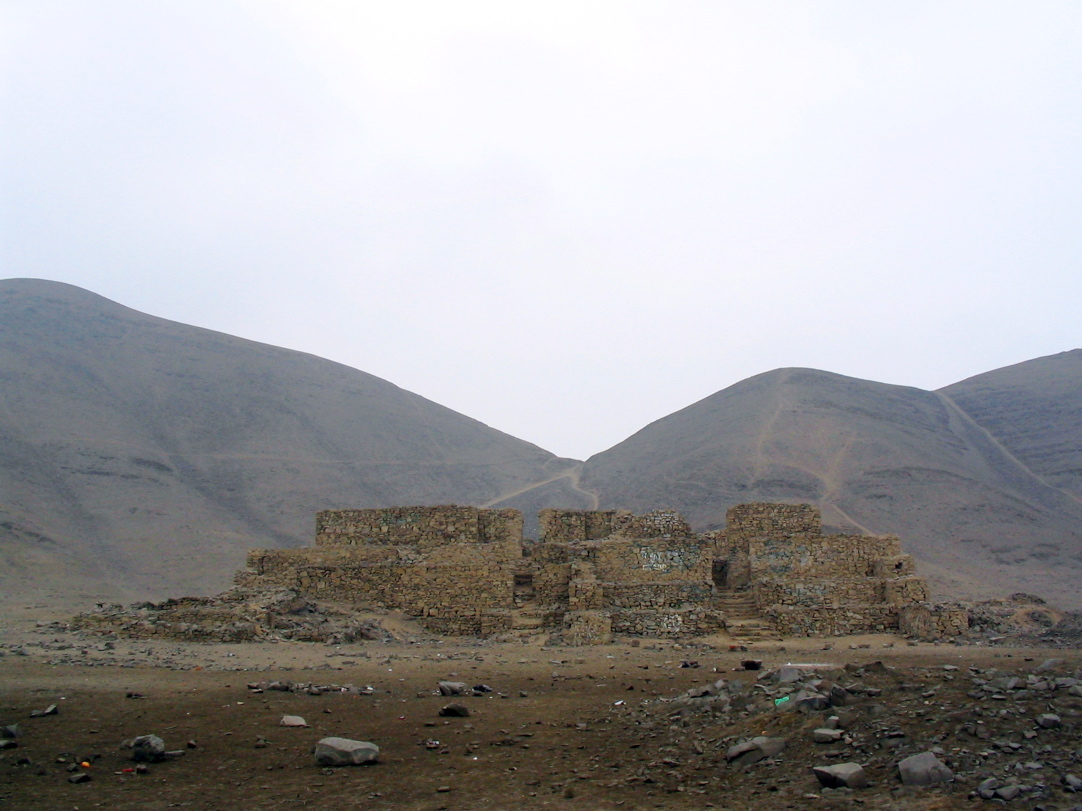
Widok na zabudowania El Paraíso

El Paraíso lub Chuquitanta – stanowisko archeologiczne okresu preceramicznego, znajdujące się w Peru, niedaleko Limy, u ujścia rzeki Chillón do Pacyfiku.
Stanowisko datowane jest na okres ok. 1800-1500 lat p.n.e. Miejscowa ludność zajmowała się łowiectwem, zbieractwem zasobów nadmorskich oraz uprawą dyni, fasoli i bawełny. Kompleks El Paraíso składał się z zespołu wielkich platform, na których ustawione były gliniano-kamienne budynki o funkcji mieszkalnej, warsztatowej i sakralnej. Całość zajmuje powierzchnię 58 hektarów, a do jej budowy użyto ponad 100 tys. ton kamieni.